# رافاييل غوميز أورتيغا
رافاييل غوميز أورتيغا (بالإسبانية: Rafael Gómez Ortega)‏ هو ماتادور إسباني، ولد في 16 يوليو 1882 في مدريد في إسبانيا، وتوفي في 25 مايو 1960 في إشبيلية في إسبانيا.